# 윤선희
윤선희(1979 11월 4일 ~ )는 대한민국의 희극 배우 출신이자 가수이다.

## 생애
2001년 KBS 신인 코미디 연기자 선발대회에 입선하여 공채 16기 개그맨으로 데뷔하였다. 《개그콘서트》와 《쇼! 행운열차》에 보조 역할로 출연하면서 코너로 준비중이었지만, 끝내 자신이 주연인 고정 코너를 한 번 가져가지 못하고 하차하였다. 이후 MC, 리포터, 배우 등 다양한 일을 경험하면서 뮤지컬 배우로 전향하였다.
2014년 8월 향기라는 예명을 지어 트로트계로 전향하여 활동중이다.

## 출연

### 예능
- KBS 1TV
  - 《가족오락관》
- KBS 2TV
  - 《쇼! 행운열차》
  - 《개그콘서트》

### 가수
- 2018년 《토닥토닥》(싱글)
- 2018년 《4월의 향기》(싱글)
- 2018년 《6월의 향기》(싱글)
- 2019년 《두번째 향기》(싱글)
- 2020년 《2월의 향기》(싱글)

## 수상
- 2007년 연예대상 뮤지컬부분 신인상
- 2015년 대한민국연예예술대상 트로트부문 신인상